# Hilfskrankentransportwagen
Hilfskrankentransportwagen (kurz HKTW) sind Fahrzeuge der Hilfsorganisationen, die meist als Reserve zur Unterstützung der regulären Rettungs- und Katastrophenschutzfahrzeugen dienen. Sie entsprechen in der Regel keiner Norm und werden nur bei Großschadenslagen oder im Katastrophenfall eingesetzt, um im Rahmen des MANV-Plans Verletzte zu transportieren. Die Fahrzeuge werden manchmal auch für Sanitätswachdienste auf Veranstaltungen eingesetzt, um Patienten zu transportieren oder einen Behandlungsraum zu haben. Die Zahl der Hilfskrankentransportwagen hat in den letzten Jahrzehnten stark abgenommen.

## Ausstattung
Die HKTW sind, wie der Name schon erkennen lässt, zur Unterstützung ausgelegt, verfügen also nicht immer über die vollständige Ausstattung eines KTW (dessen Ausstattung wiederum je nach Bundesland variieren kann). Oft sind sie mit Tragetisch und Trage sowie Tragstuhl ausgestattet. Darüber hinaus verfügen sie meist über eine einfache notfallmedizinische Ausstattung bzw. über eine sanitätsdienstliche Ausstattung. Dies sind meist ein Notfallkoffer (Einkoffersystem) sowie Sauerstoff, Vakuummatratze und AED.